# أنغرفيست
داني ماسيلينغ (Danny masseling)  ويعرف إكثر باسم شهرته  أنغرفيست (Angerfist)  هو دي جي ومنتج هولندي من مواليد 20 يوليو 1981 . إحتل في التصنيف السنوي الخاص بترتيب الدي جي في سنة 2016 والتي تصدره مجلة دي جي في المركز 46 عالميا.

## روابط خارجية
- أنغرفيست على موقع ميوزك برينز (الإنجليزية)
- أنغرفيست على موقع أول ميوزيك (الإنجليزية)
- أنغرفيست على موقع ديسكوغز (الإنجليزية)
- أنغرفيست على موقع ديسكوغز (الإنجليزية)